# Grupo Tático 3
O Grupo Tático 3 - G.T.3 é uma unidade de elite da Polícia Civil do Estado de Goiás, criada em 1999, com a unificação dos grupos operacionais existentes, o Grupo Anti-assalto à Banco (GAB), o Grupo Anti-seqüestro (GAS) e o mais novo, o Grupo Tático, daí a denominação de Grupo Tático 3 ou G.T.3.
Destina-se a apoiar técnica e operacionalmente os demais órgãos da polícia civil em diligências contra quadrilhas do crime organizado ou na repressão a marginais de alta periculosidade.
Incluem-se entre as suas especialidades a atuação em ocorrências policiais com reféns, a escolta de presos com probabilidade de tentativa de resgate, a proteção de pessoas ameaçadas, bem como, a intervenção em outras situações de acentuada dificuldade.
Pela preparação especializada, é designado como grupo precursor em operações da Polícia Civil e para a participação em diligências da Polícia Federal, da Polícia Militar ou da Polícia Rodoviária Federal, quando esta é solicitada.
Após a rigorosa seleção do candidato ao ingresso no G.T.3, onde é investigada a conduta do policial durante a vida profissional e pessoal e testada a sua capacidade física e psicológica, este recebe, além do condicionamento físico adequado,  treinamento de tiro em situação de pressão, de combate em ambiente confinado, de estouro de cativeiro com resgate de reféns, com rappel, em operações helitransportadas, em artes marciais e nas demais técnicas necessárias a um integrante de grupo de elite.